# 機動戰士GUNDAM 庫克羅斯·德安之島
《机动战士GUNDAM 库克罗斯·德安之岛》是一部于2022年6月3日上映的日本科幻动画电影，改编自1979年电视动画《机动战士GUNDAM》中的第15话《库克罗斯·德安之岛》，由安彦良和执导，根元岁三编剧。

## 故事
一年战争时期的贾布罗防御战之后，地球联邦军为了夺取吉翁地球军的所在地敖德萨，展开了一场大规模的反攻行动。主人公阿姆罗·雷与“白色基地”号的成员们在行动开始前前往贝尔法斯特进行补给。途中，他们接到了一个扫除残留敌军势力所驻留岛屿“不归之岛”的任务。阿姆罗等人登岛进行搜索时发现岛上都是本不应该在那的孩子以及一架扎古。在与扎古的战斗中落败的阿姆罗，被自称库克罗斯·德安的男人救起。
虽然是吉翁公国军的一名逃兵，德安却将战争孤儿们隐藏起来远离战争。然而岛上隐藏着的一个重大的秘密引得吉翁公国军将军马·克贝下令德安以前的战友南十字部队出击德安的小岛。为此，德安决意不再逃避过去，阿姆罗也受到德安的启发，与德安所守护的岛上的孩子们一起迎来德安的最后一战。

## 制作

### 制作背景
《库克罗斯·德安之岛》原本是1979年首次播映的日本电视动画《机动战士高达》中第15集的副标题。《机动战士高达》的特点是以战争为背景描绘了一个庞大故事的大河剧风格戏剧，但为了在日程延迟等情况下进行调整，制作了几部不影响剧情的一集完结小故事。这样的单集故事在全43集的原版动画中是被作为不受待见的处理部分，在整体中被定位为“番外篇”。也就是说会完全委托外部的工作室进行绘制和录音。由此得到的成品变成了整个剧集中几乎是最糟糕的桥段，并被称为“作画崩坏”。原作中第13集至第15集就是这样的一集结束短篇故事。作为这些短篇故事中的代表，《库克罗斯·德安之岛》在电视动画被改编为电影三部曲时被完全删除。这一集在北美等地海外发行时也曾被整集删除。尽管如此，这一集多年来一直受到爱好者们的狂热追捧。作为本片的导演，也是1979年《机动战士高达》电视动画的制作者之一，安彦良和表示这一集是《机动战士高达》原版故事所体现的“无名小人物们互相扶持在无情的命运之中对抗巨大敌人”这一主旨下最具代表性的一段。原版电视动画《机动战士高达》的主题宏大，但在这一集中被得到了浓缩和精炼。在谈及为何此时重新制作原版故事时，导演安彦良和表示这是一个巧合与必然微妙交织的结果。他解释说尽管原剧集被认为是杰出的剧集，但实际这一集在当时制作十分粗糙，这一点他自己也一直很在意。当其在使用电脑搜索时，《库克罗斯·德安之岛》这一集还是会出现在“作画崩坏”一词的结果中。在偶然的情况下与SUNRISE新旧两位社长的沟通后，得到了重新进行动画制作的契机。“虽然因各种原因，原版故事中这一段被删除了，但是在各热爱高达故事的制作人员的努力下被搬上银幕”。本片也是自《机动战士高达III 相逢在宇宙》于1982年上映后，时隔40年再次被改编为电影版的原版电视动画内容。

### 制作历程
早在2021年6月，安彦良和就透露过他正在制作一部未公开的动画电影。自公开宣传伊始，本作就被指明改编自1979年电视动画《机动战士高达》中的第15集《库克罗斯·德安之岛》。这一集因通过主人公阿姆罗与敌方逃兵德安之间的互动，刻画出了战争的悲哀而得到当时高达爱好者们的关注并被誉为杰作剧集。而在原作电视动画改编的电影三部曲中，本集剧情并未被包含在内。尽管如此，这一集依然在爱好者中被视作一段传奇的故事。
因应电影改编，本片时长也由原剧集的20多分钟延长至接近两个小时。安彦良和也表示，相比于在制作OVA《机动战士GUNDAM THE ORIGIN》时简单的将漫画进行影像化改编，本片有更多的原创空间。与《机动战士GUNDAM THE ORIGIN》同样的，本片的时间线较原版电视动画有所改动，比如就加入了原作第15集时还未登场的史雷格·羅。2022年3月9日时，导演表示影片的配音工作已经完成。5月18日，制作方在东京都丸之内皮卡迪利召开了制作完成发布会，宣布本片制作完成。

#### 制作人员
| 企划、动画制作 | SUNRISE                      |
| 原作           | 矢立肇、富野由悠季           |
| 监督           | 安彦良和                     |
| 副导演         | 林嘉姬                       |
| 剧本           | 根元歲三                     |
| 角色设计       | 安彦良和、田村笃、寿司       |
| 机械设定       | 大河原邦男、角木肇、山根公利 |
| 总作画监督     | 田村笃                       |
| 美术监督       | 金子雄司                     |
| 色彩设计       |                              |
| 摄影监督       | 葛山刚士、饭岛亮             |
| CGI 导演       | 安部保仁                     |
| CGI 演出       | 森田修平                     |
| 编辑           | 新居和弘                     |
| 音效指导       | 藤野贞义                     |
| 音乐           | 服部隆之                     |
| 製作           | 万代南梦宫影像制作           |
| 发行           | 松竹                         |

作为本片的导演，安彦良和曾是原版电视动画《机动战士高达》的角色设计和动画导演，也曾创作累计发行量达1000万册的热门漫画《机动战士高达 THE ORIGIN》。曾参加过《高达G之复国运动》和《天气之子》等作品的田村笃则负责本片人物设计并担任总体的动画导演。曾参加过《机动战士高达 》以及2018年电影《剧场版 超時空要塞Δ 激情的女武神》的根元岁三负责本片的剧本。本片的副导演则是曾参与过等作品制作的林嘉姬，机械设计则由大河原邦男、角木肇以及山根公利等人负责。

### 场景设计
影片名中的岛屿被指就是现实中西班牙加那利群岛的阿莱格兰萨岛。该岛位于大西洋非洲海岸，是兰萨罗特岛以北的奇尼霍群岛的一部分。而片中德安与孩子们生活的灯塔就是现实中的蓬塔德尔加达灯塔。这座灯塔位于阿莱格兰萨岛东端的岬角。岛上直径达1公里的火山口也在电影中得到了忠实的呈现并在高潮段落中扮演了关键角色。有趣的是，导演安彦良和并不建议观众自行前往岛上，但希望他们能在电影中得到岛上景观身临其境的感受。
对于片中的机动战士战斗场景，安彦良和表示他也参考了任侠电影中的武斗场面。本片中的机动战士比起电视版中的更为活跃。导演表示如果将片中的高达类比为任侠电影中的鶴田浩二，那德安驾驶的扎古就可对比为池部良。

### 情节设计
导演安彦良和表示，本片的故事情节基本上与电视版的一致，甚至于最后的对白都是一样的。特别是原版第15集编剧荒木芳久设计的在“保护你所爱的”这样绝对正义的主题上设下“真的是这样吗？” 这样的疑问。

### 角色塑造
时年68岁的古谷彻在时隔40多年后再次为15岁的阿姆罗配音。为此，他也在家中练习时感动到落泪。他也在影片宣传活动中表示这可能将是最后一次在电影中为15岁的阿姆罗配音。导演安彦良和表示几乎是在听到声音后的第一时间就將武内骏辅的角色定案，并表示虽然比德安的设定年龄30多岁要年轻，武内骏辅的声音却很适合。为了准备库克罗斯·德安这个角色，武内骏辅還特地去看了原版电视动画。得以在24岁的年纪就以浑厚的男低音为德安配音。安彦良和在谈到“白色基地”号成员的配音演员阵容有不少更新时，既感慨着演员阵容的变化，也对部分原始配音成员的回归感到高兴。
本片中登场的南十字部队，是库克罗斯·德安在逃离吉翁公国军之前所带领的一支小队组成，但是被设定为与《机动战士高达 THE ORIGIN》及其衍生作品《机动战士GUNDAM THE ORIGIN MSD 库克罗斯·德安之岛》中德安所率领的开发训练部队Y-02小队完全不同的组织。原版电视动画中，被德安收留在岛上居住的孤儿有4个，但在改编为电影时，在安彦良和要求下编剧根元岁三和作画监督田村笃将孤儿数量增加到了20名。这些儿童都在战争中遭受过创伤，失去亲人，之后和德安一起在贫瘠的岛上耕作生活。这些孩子们的个性迥异，其中就包括了对阿姆罗有抵触情绪的马科斯以及像母亲一样照顾大家的卡拉。导演表示，这些孩子们的存在，让德安展现出了温柔的一面。描绘德安与这20名孤儿之间的互相扶持着生活的故事也是他最倾注心血的部分。在他看来对这些细节的描绘也是原作的魅力之一，而本片更深刻地表现电视动画中无法描绘的战争产生的残酷现实，以及德安所背负的责任。由于大受欢迎，原本并未在原版动画第15集中登场的夏亚·阿兹纳布尔也在本片中出场（但僅有聲音）。

#### 角色表
| 角色                     | 日语配音   | 人物特质 |
| ------------------------ | ---------- | --- |
| 阿姆罗·雷（アムロ・レイ）            | 古谷彻     | 原本是个住在SIDE 7的15岁热爱机械内向男孩，被卷入地球联邦军与吉翁公国军之间的战斗。以平民身份登上“白色基地”号被任命为正规军人。之后与战友们一起抵达南美贾布罗的联邦军总部。抵达库克罗斯·德安的岛之后，在执行残敌消灭作战时被德安从驾驶舱中救出。                                         |
| 库克罗斯·德安（ククルス・ドアン）        | 武内骏辅   | 原吉翁军机动战士驾驶员，曾是南十字部队队长，实力堪比夏亚·阿兹纳布尔。驾驶扎古逃离了军队并潜藏在加那利群岛北端的阿莱格兰萨岛上。在孤岛收留许多战争孤儿一起生活。多次击退来犯的联邦军或者吉翁军部队，并用击毁机体的零件修补自己驾驶的薩克。其在岛上隐藏的秘密也被前属下的南十字部队盯上。 |
| 布莱特·诺亚（ブライト・ノア）          | 成田剑     | “白色基地”号舰长 |
| 凯·西登（カイ・シデン）              | 古川登志夫 | “白色基地”号船员，在阿姆罗失踪时驾驶钢加农出发寻找。 |
| 雪拉·玛斯（セイラ・マス）            | 潘惠美     | “白色基地”号船员 |
| 米莱·八洲（ミライ・ヤシマ）            | 新井里美   | “白色基地”号船员 |
| 隼人·小林（ハヤト・コバヤシ）            | 中西英树   | “白色基地”号船员 |
| 史雷格·罗（スレッガー・ロウ）            | 池添朋文   | “白色基地”号船员，在阿姆罗失踪时驾驶钢加农出发寻找。 |
| 芙劳·波（フラウ・ボゥ）              | 福圆美里   | “白色基地”号船员，也是阿姆罗的儿时玩伴。 |
| 馬克·克蘭（マーカー・クラン）            | 河本啓佑   | “白色基地”号左舷舰桥操作员 |
| 奧斯卡·都柏林（オスカ・ダブリン）        | 江口拓也   | “白色基地”号左舷舰桥操作员 |
| 喬布·約翰（ジョブ・ジョン）            | 近藤隆     | “白色基地”号后补舵手，GUNPERRY驾驶员 |
| 利茲瑪（リツマ）               | 川田绅司   | “白色基地”号弹射器甲板副操作员 |
| 芭芭拉（バーバラ）               | 朝井彩加   | “白色基地”号通讯员 |
| 漢恩（ハン）                 |            | 舰内监视器值班员 |
| 艾格巴·阿特勒（エグバ・アトラー）        | 宫内敦士   | 南十字部队的现任队长，厌恶德安，驾驶棕色的高机动型扎古可以在陆战中高速移动，喜欢持剑做近身格斗战。 |
| 渥爾多·連恩（ウォルド・レン）          | 上田燿司   | 南十字部队副队长，队中的狙击手，惯常使用对舰步枪进行精准射击，此外也配备有电热斧 |
| 延尚昊（ユン・サンホ）               | 遊佐浩二   | 南十字部队成员之一，驾驶的扎古配备有机关枪和电热匕首，喜欢以正统方式进行战斗。 |
| 賽爾瑪·李文斯（セルマ・リーベンス）        | 伊藤静     | 南十字部队成员之一，对于前任队长，与现任队长有着不同的意见，驾驶的扎古装备有B2火箭筒以及电热匕首，常作为中距离支援角色。 |
| 達南·拉席卡（ダナン・ラシカ）          | 林勇       | 南十字部队的成员之一，好战且对前任队长德安十分感兴趣，惯常使用投掷电热斧或者机关枪的狡猾战术。 |
| 马科斯（マルコス）               | 内田雄马   | 岛上孤儿们中的年龄最大的，与卡拉一起带着孩子们劳作，对阿姆罗带有抵触情绪。 |
| 卡拉（カーラ）                 | 广原富     | 对岛上孤儿们来说像是母亲一样的角色。 |
| 约翰·伊布拉印·雷比尔（ヨハン・イブラヒム・レビル） | 中博史     | 地球联邦军的一位将军，要求将“白色基地”号部队编入北方方面军。 |
| 戈普（ゴップ）                 | 楠见尚己   | 地球联邦军的元帅，为了准备直布罗陀战役而与吉翁军将军马·克贝进行交涉。 |
| 艾爾蘭（エルラン）               | 白熊寛嗣   | 地球联邦军的一位中将。 |
| 参谋                     | 小西克幸   | 参与大反攻作战的一位参谋。 |
| 马·克贝（マ・クベ）              | 山崎巧     | 吉翁公国军将军，是一位战略家。 |
| 乌拉干（ウラガン）               | 保村真     | 马·克贝的副官。在马·克贝指出库克罗斯·德安的岛上的变化后，将南十字部队从摩洛哥战线派往岛上。 |
| 夏亚·阿兹纳布尔（シャア・アズナブル）      | 池田秀一   | 令地球联邦军胆寒的吉翁公国军官，人称“紅色彗星” |

### 机械设定
本片的机动战士交战画面以CG来进行制作，在需要表现灵活的动作时依然保留了手绘制作。原本，安彦良和认为德安只需要驾驶普通的扎古就可以了。在电视版中德安专用扎古没有携带武器，因此在动画中出现了扔石头的场面。这一细节，曾任原作作画監督的安彦良和表示以往并不曾注意到，这次籍着重新制作的契机才由机械设定师角木肇等工作人员向他指出。为此，在本次电影制作中，德安专用扎古被安排配备了一把电热斧。

#### 登场机体
RX-78-02 高达
作为地球联邦军短兵作战用试验型机动战士，本机由阿姆罗·雷驾驶。在“白色基地”号抵达地球联邦军总部所在地贾布罗后进行了翻新，成为中期型。其最主要的变化是将原本的核心战机合并到了主体单元中，左肩的肩部马格南火炮被替换为右肩一样的火神炮。
RX-77-02 钢加农
地球联邦军的人形机动战士，凯所搭乘的机体装备有加农炮，而隼人的搭乘机则装备了导弹发射器。
MS-06F 德安专用扎古
本机为库克罗斯·德安离开吉翁军南十字部队时驾驶的扎古。之后又从被其击败对手的机体上收集而来的各种零件维修整备而来。因此全体多处呈现不对称的状态，有部分装甲也依旧没有补上。平常被藏在岛上，当地球联邦军或者吉翁军来犯时出场进行拦截。原版电视动画中德安专用扎古因制作工期紧张导致“作画崩坏”造成比例奇特面部绘制变形而出名。
MS-06GD 高机动型扎古（地面用）
作为陆战专用机，是南十字部队所用的机体。针对地面作战进行了强化，腿部加装了外挂推进器。由此可以充分利用悬停机动进行高速战斗。针对不同角色的作战位置，其武装和战斗风格也各有不同。

#### 其他机械
本片其他登场的机械还包括地球联邦军量产型主力机动战士RGM-79吉姆，这种机体在史雷格出发搜索阿姆罗时曾驾驶。而塞拉在搜索阿姆罗时驾驶的则是核心战机，地球联邦军旗下的一种战斗机。在首个预告片中出场的GUNPERRY则是地球联邦军中服役的中型运输机，最大可以在其中央的机腹中装载两架机动战士。由布莱德·诺亚担任舰长的“白色基地”号是阿姆罗等人的母舰，被吉翁军称为“木马”。吉翁公国军“胖子大叔”运输机在片中负责运输南十字部队的装备。而鲁根则是吉翁公国军所使用的一种侦察巡逻机。

## 音乐

### 主题曲
在2022年4月24日福冈举办的三井购物公园啦啦宝都实体大小ν高达立像揭幕仪式上，歌手森口博子首次公开本片主题曲《Ubugoe》并现场演唱。森口博子曾在1985年凭借《机动战士Z高达》片头曲《将爱寄予水之星》出道，也曾为1991年的电影《机动战士GUNDAM F91》演唱主题曲《ETERNAL WIND〜微笑在闪耀的风中〜》。从这年开始，她连续六年参加了NHK红白歌合战。最近几年，森口凭借为成年人翻唱高达系列歌曲而大受爱好者欢迎。这也是她自2016年为《机动战士GUNDAM THE ORIGIN IV 命运的前夜》演唱主题曲《在宇宙的彼端》之后，六年来首次为高达系列演唱主题曲。这首歌以“母性”为主题，用轻柔有力的唱腔描绘了本片中少女卡拉以小小的年纪就要承担起照顾更年幼孩子的情感。
这首主题曲确认被收录在同名单曲《Ubugoe》中于2022年6月1日发售。首发限定版内附带音乐视频以及蓝光盘制作片段，而限量影院版附有LP尺寸的小册子和纸质CD壳。两个版本的封面插图都由导演安彦良和绘制。这首歌由由松井五郎作词，doublegrass作曲，富田惠一担任音乐制作人，B面收录了电视动画《机动战士高达》中的插曲《现在先道晚安》以及片尾曲《永远的阿姆罗》的翻唱版。藉由《GUNDAM SONG COVERS》系列专辑“为成年人翻唱GUNDAM歌曲”引发的潮流，森口博子被再次启用作为歌曲演唱者。在消息发表现场，森口博子表示导演在40多年后实现了自身梦想的同时，也圆了她与原作第15集重逢以及“50多岁了也能唱主题曲”的梦想。
- 主题曲〈Ubugoe〉[78]
  - 主唱：森口博子，作词：松井五郎，作曲：doubleglass，编曲：冨田惠一

### 原声带
本片配乐由曾为电视连续剧和《半泽直树》等制作影视配乐的服部隆之负责。在这之前，服部隆之曾在2015年起为OVA版《机动战士GUNDAM THE ORIGIN》制作影视配乐。

## 宣传
本片最初于2021年9月15日由日本动画制作社日升在线举办的“第二届高达大会”上首次披露。同期也公布了本作将由安彦良和执导。公告指出，本片改编自电视动画《机动战士GUNDAM》的第15集。
2021年12月21日，制作方公开了由导演安彦良和所绘制的视觉效果图，图中展示了主人公阿姆罗·雷、RX-78-02 高达和扎古。图中阿姆罗带着吉翁的军帽，直视向前的目光被遮挡了，而扎古看起来俯视高达的构图充满了紧张的感觉。同时，制作方也在YouTube上公开了一段预告片，展示了RX-78-02高达站立在大地上的片段，以及运输机GUNPERRY在故事发生地岛屿上空飞行的场景。截止12月24日，这段视频获得了超过100万次的播放量。
2022年2月3日，制作方发布本片上映日期定为同年6月3日。同时，官方网站上也更新了由本片动画导演田村笃绘制的登场人物设定图以及相关信息，包括主人公和白色基地上的诸位成员。25日，发行方开公开了将在日本全境185家影院同步上映的消息，并发布了首款电影券设计。这款电影券的视觉图由YAMATOWORKS负责处理机甲的CG，描绘了蓝色背景下右手拿着光束步枪的RX-78-02高达的全身。同一时期，还发布了将于3月9日“扎古之日”举行“扎古之日特别新闻发布会”的消息。
在2022年3月9日当天的活动上，除了公开德安的配音由武内骏辅担纲外，还公布了片中登场的RX-78-02高达、MS-06F德安专用扎古以及德安本人的设定图。设定图中的德安有着在吉翁公国军时期锻炼出来的身材，让人感受到历经千辛万苦的威严风格以及强硬的表情。同一天，制作方还更新了电影预告图和影院用横幅。新版预告图中展示了手持电热斧的德安专用扎古与持光束军刀的高达正面对峙的场景，而由作画导演田村笃绘制的横幅则重现了电视版开场动画中白色基地众人将手伸向天空的著名场面。此外，声演阿姆罗·雷的古谷彻也在高达官方YouTube频道上登场。而在推特上，多个与本片相关的关键词也被推上热搜。3月11日至31日，为了配合本片的宣传，竖立在东京台场的全尺寸独角兽高达塑像周边举办“紧急任务以高达调查库克罗斯之岛”的解密游戏活动。参与者还有机会获得特别版的模型。3月21日时，制作方再次放出部分宣传信息，包括高达与扎古搏斗场面的图片，高达系列粉丝们熟悉的卡茲、烈、琪卡以及部分白色基地成员的设定图。3月21日，制作方发布了第一批剧照。这批剧照共有11个张，其中主要有布莱德·诺亚惊愕的表情，对阿姆罗开始执行任务而感到不安的塞拉以及作出某个决定而望向天空的德安。同时，德安专用的MS-06F扎古也出现在与高达的搏斗、从背后突袭RGM-79吉姆以及从远处观看猛烈燃烧着的GUNPERRY等场景中。31日，制作方又公开了片中曾经由德安率队的吉翁公国军精锐部队南十字部队5名成员的设定图以及每位成员驾驶的机动战士。
4月7日《机动战士高达》首播纪念日上，制作方公开了本片中阿姆罗在岛上遇到的，与德安一同生活的孩子们的设定图。作为本作的合作活动，制作方还宣布于当天启动名为“78高达最佳姿势锦标赛”的推特活动。在这场活动中，参与者可以参加对神奈川横滨展示的巨大设施“GUNDAM FACTORY YOKOHAMA（GFY）”所展示的各种姿势进行投票选出最受欢迎的一个姿势。4月15日，制作方又一次发布了新的剧照，这是一批以3DCG绘制的画面，包括阿姆罗·雷驾驶的RX-78-02高达与库克鲁斯·德安驾驶的异形MS-06F德安专用扎古、高机动型扎古之间的激烈战斗、德安扎古发动攻击的瞬间、高达手持两支光剑的姿势以及悬挂在鲁根下方的高机动型扎古等。同一天，在日本国内一部分预定上演本片的电影院幕间休息时开始播映宣传用特别片段，其中包含3月9日“扎古之日”公开的影视预告以及几位主创人员的对谈录像。18日，制作方进一步解禁了一部分角色和机械设定图。这其中包括了不少爱好者们熟悉的，在原作第15集之后才登场的人物以及地球联邦军的机动战士钢加农与吉姆等。22日，制作方公开了人物关系图介绍了“白色基地”号上成员、地球联邦军、德安与岛上的孩子们、吉翁公国军以及旗下的南十字部队等角色之间的关系，方便初次接触高达作品的观众进行了解。27日，制片方进一步新增公布了曾为动画《咒術迴戰》中的伏黑惠配音，并获得2019年“第13届声优奖”主演男优奖的内田雄马和凭借本片正式作为配音演员出道的广原FUU为片中与德安一同生活的孩子们配音的消息。5月2日，制作方公开了一批新的剧照，其中包括临出发前的阿姆罗、德安与孩子们生活的平静日常，身穿飞行员制服的塞拉·玛斯等。为庆祝日本儿童节，制片方在5月5日发布了一张由本片总作画监督田村笃绘制的特别版视觉图，描绘了德安与一起生活的20个孩子们。5月17日，制作方发布了池田秀一饰演的夏亚·阿兹纳布尔在本片登场的信息，同时也公开了由角色设计师田村笃绘制的夏亚和其所驾驶的高性能扎古II的插画。导演表示夏亚的登场会让很多人尤其是爱好者感到兴奋也能增加作品的魅力，因此将其加入了本片。同时，官网也公开了夏亚驾驶的扎古II的设定图。
在本片公映首日，导演安彦良和与配音演员古谷彻出席了丸之内皮卡迪利的首日舞台问候会。在会上，安彦良和表示考虑到年龄问题，本次应该是他最后一次改编高达系列的动画了。随着影片上映，报知新闻以20页全彩小册子的形式发行了本片特刊，其中刊登了导演以及诸位主演们的访谈，此外还附有一张导演绘制的A1尺寸海报。

### 预告

#### 特别报道影视预告
2022年3月9日，制作方在“扎古之日”活动上解禁了第一段影片预告。这一段被公开的剧情开始自主人公阿姆罗·雷驾驶的RX-78-02高达降落在某个岛屿上。塞拉向前去执行绝密作战的阿姆罗等人表示“有一种不好的预感”，而阿姆罗和他的战友们则毫不在意的就展开了搜索行动。然而就在这之后，阿姆罗就被一架突然出现的扎古打倒。在视频最后，德安一边说着“我不想和你们战斗”并催促阿姆罗离开。在这段影像中，布莱德·诺亚、凯·西汀、史雷格·罗等多位白色基地的成员出场。视频中尤其引人注目的是高达与扎古的对峙，以及表现出广告语的“高达再次站立在大地上”的战斗场面。

#### 63秒解说预告
4月22日，制作方在YouTube上公开了一段名为《63秒了解机动战士GUNDAM 库克罗斯·德安之岛》的解说视频。这段视频以片中登场的“白色基地”号成员凯·西汀（古川登志夫配音）为旁白，用轻松愉快的语调伴随着各种吐糟来介绍作为本片故事背景的原版动画《机动战士高达》中各出场人物以及看点。其中包括问题百出的“白色基地”号舰员，一路上屡次遭受阻击，还有片中的数场机动战士间的对战。4月27日，随着主题曲MV在Youtube上架，制作方又发布了主题曲版预告。

#### 长预告
就在公映前一天，官方YouTube频道上公开了将原版第15集预告旁白改编成现代版并重新演绎。预告开始于阿姆罗与德安和孩子们相遇的场景，之后依次描绘了MS-06F德安专用扎古、RX-78-02高达、MS-06GD高机动型扎古（地上用）等之间的战斗。之后是原版第15集高达举起德安专用扎古的著名场景。这段预告的后半段除了描绘再次站在大地上的高达、南十字部队的袭击等之外还有马·克贝登场，也可以听到夏亚·阿兹纳布尔的台词“到此为止了，高达”。最后，安彦良和导演现身讲述这是最后一次将高达制作成动画了。

### 剪辑

#### 剪辑“高达vs扎古”
5月13日，YouTube上公开了名为《高达vs扎古》的影片剪辑。这段剪辑的开头，阿姆罗操作RX-78-02高达和白色基地成员之一的凯·西汀操作钢加农降落在“不归之岛”上执行无人岛扫荡任务。在两人分头进行搜索活动时，凯遇到了不应该在岛上的一群孩子。孩子们勇敢的用石头朝凯投掷试图将他赶出小岛，这让凯很意外。而阿姆罗却发现了扎古的脚印并被引到了悬崖的绝路上。就在阿姆罗整理思路时，一架扎古从背后袭击了他。

#### 第2个剪辑
5月18日，在本片制作完成披露会上公开了一段新的片段。在这一段影片片段中，出现了舰长布莱德·诺亚打阿姆罗，而阿姆罗抱怨“我爸爸都从来没有打过我”的著名桥段。这一桥段原本出现在原作动画的第9集，在本片中出现在布莱德的回忆场景裡。当被问及40年以来再一次演绎被打的场景时的感想，古谷彻表示由于被收录进了游戏中，这一句台词每年都有被重播。

#### 第3个剪辑
5月25日，制作方又在YouTube上发布了本片的第三个剪辑。该片段取自白色基地上的地球联邦军元帅戈普与吉翁公国将军马·克贝之间的谈判场景。在谈话中，戈普威胁马·克贝如果吉翁不停止对直布罗陀的侵略作战，地球联邦军就会對华盛顿、纽约等许多其他城市进行毁灭作战。最终戈普面无表情的接受了马·克贝的要求。同一天也公开了著名高达爱好者伦敦靴子一号二号的田村淳为本片制作的新广告。

#### 开头10分钟片段
2022年5月27日，官方YouTube频道上公开了本片开篇10分钟的片段。这段片段开始于拍打岸边的波浪声响起的夜幕中，以灯塔为背景下远处传来的枪炮声。紧接着地球联邦军的RGM-79吉姆与一架所属不明的改装扎古进入画面，在地面展开了战斗。然而很快，吉姆就不敌被扎古击毁。之后场面切换，白色基地舰长布莱德·诺亚被参谋交付了一项消灭岛上残余间谍的任务。接下来则是阿姆罗·雷、凯·西汀等人登陆被称为“不归之岛”的无人岛开展侦查活动。塞拉·玛斯和米萊·八洲等人悉数登场。

## 公映
2022年6月3日，本片在日本境内184家电影院同时上线。6月5日制片方举办上映纪念现场答谢会时公布3天内本片观影人数突破15万人次，票房收入约3亿日元。排在《捍衛戰士：獨行俠》和之后位列当周票房第三位。导演安彦良和甚至表示预感本片会大热，并称目标是赶上《壮志凌云：独行侠》。然而在第二周，本片观影人数就跌至第七位。但本片的最終票房仍以超過10億日圓坐收，在鋼彈系列電影票房紀錄中亦稱得上為賣座頗佳的作品。

## 商业联动

### GUNPLA
2022年3月9日，作为影片制作方母公司的万代株式会社公开了片中登场机动战士RX-78-02高达（库克罗斯·德安之岛版）和MS-06F德安专用扎古的1/144比例HG版GUNPLA模型玩具。这两款产品由万代旗下子品牌BANDAI SPIRITS负责发行，万代官方购物网站Premium Bandai发售。自4月27日第一批开始接受预定直到影片上映的6月3日，德安专用扎古已经经历了3波预定售空。

### 万代旗下其他品牌
制作方在宣布本片上映日期的同时，发售了带有原作电视动画中著名台词的联名T恤。此外，德安专用扎古也被街机游戏《机动战士高达兵工厂基地》收录。随着影片的公映，服饰概念品牌STRICT-G也公开将发售配合本片设计的T恤。万代旗下另一品牌ROBOT魂则于影片上映当天公开预定片中出场的扎古II与侦察机套餐可动成品玩具。

## 媒体发售
在影片上映的同一天，制作方发售了两个版本的蓝光光碟。

## 评价与迴響

### 公映前
古谷彻表示未曾想过时隔43年后该段情节会被改编为电影，并表示影片在逼真的机动战士动作和富有表现力的角色等方面体现出了导演作品特有的魅力。田村淳表示脱胎于电视动画《机动战士高达》第15集的本片完成度极高，超出预期，同时也大力称赞片中阿姆罗的成长。武内骏辅也表示，本片与原版一样，是一部无论观众此前是否了解高达都可以进行观赏的影片。在看过首段预告片后，不少粉丝表示作品的“画质很好”，“没想到‘初代高达’竟然能看到这么精彩的画面”。女演员加藤夏希表示片中展现出来的德安十分的温柔和蔼，也表现出了阿姆罗逐渐成熟的身影。释由美子则表示一边抱着战争的创伤，一边抚养着战争孤儿的德安，可以说是现在混沌时代的一个象征。摇滚乐手Hisashi指出本片是一部包含有对当今时势下对战争受害者深切感触等大量信息的作品。

## 相关作品
在2022年5月26日发售的《月刊GUNDAM ACE》7月号上公开了小说版《机动战士GUNDAM 库克罗斯·德安之岛》的消息。其中包括了对小说作者竹内清人的访谈。竹内清人曾将《机动战士GUNDAM NT》改编为小说。小说本身描绘了库克罗斯·德安与南十字部队的过去。

## 脚注

## 外部连结
- 官方网站 （日語）
- 互联网电影数据库（IMDb）上《機動戰士高達 庫克羅斯·德安之島》的资料（英文）
- 機動戰士GUNDAM 庫克羅斯·德安之島的X（前Twitter） （日語）
- 豆瓣电影上《機動戰士GUNDAM 庫克羅斯·德安之島》的資料 （简体中文）
- 機動戰士GUNDAM 庫克羅斯·德安之島（電影）在動畫新聞網百科全書中的資料（英文）

| 前任： 机动战士GUNDAM 闪光的哈萨维 | GUNDAM系列作品（依發行年份） 2022 | 繼任： 機動戰士GUNDAM 水星的魔女         |
| 前任： 机动战士GUNDAM              | 宇宙世纪 U.C. 0079                | 繼任： 機動戰士GUNDAM 0080：口袋裡的戰爭 |